# Gebäude des Instituts für physiologische Chemie der Universität Tübingen
Das Gebäude des Instituts für physiologische Chemie der Universität Tübingen wurde für die Biochemie (physiologische Chemie) als eines der ersten Neubauten auf dem Schnarrenberg errichtet und befindet sich in der Hoppe-Seyler-Str. 4 zwischen Kliniken und Morgenstelle. Es ist ein Frühwerk des Architekten Peter von Seidlein und wird deshalb auch als Seidlein-Gebäude bezeichnet. Von 2004 bis zum Umzug des Instituts in ein neues Gebäude auf der Morgenstelle hieß es interfakultäres Institut für Biochemie der Universität Tübingen (IFIB).

## Geschichte
Bei seiner Übernahme des Lehrstuhls 1957 erwirkte Professor Günther Weitzel (1915–1984) einen Neubau für das Physiologisch-Chemische Institut, das sich davor in der Gmelinstraße befand. Architekt des Neubaus wurde Peter von Seidlein, ein Schüler von Ludwig Mies van der Rohe. Die Bauzeit war von 1959 bis 1964. Günther Weitzel führte 1962 den Diplom-Studiengang für Biochemie in Tübingen ein, welcher einmalig in Deutschland war und im Neubau startete. Durch Umbauten verlor das Gebäude seinen Denkmalschutz und soll einer geplanten Erweiterung der Kliniken (Ambulantes Zentrum und Transfusionsmedizin) weichen. Die Abbrucharbeiten begannen Anfang 2023.

## Architektur
Das Gebäude beherbergte Labore, Hörsäle und Lehrräume, die um einen rechteckigen Innenhof (früher mit Springbrunnen) angeordnet waren. Dank großen Glasfronten gab es lichtdurchflutete Räume. Eingänge an beiden Seiten verbanden Klinikgelände und den Campus Morgenstelle. Mit seiner klaren Formensprache war das Gebäude der Moderne zuzuordnen.

## Galerie

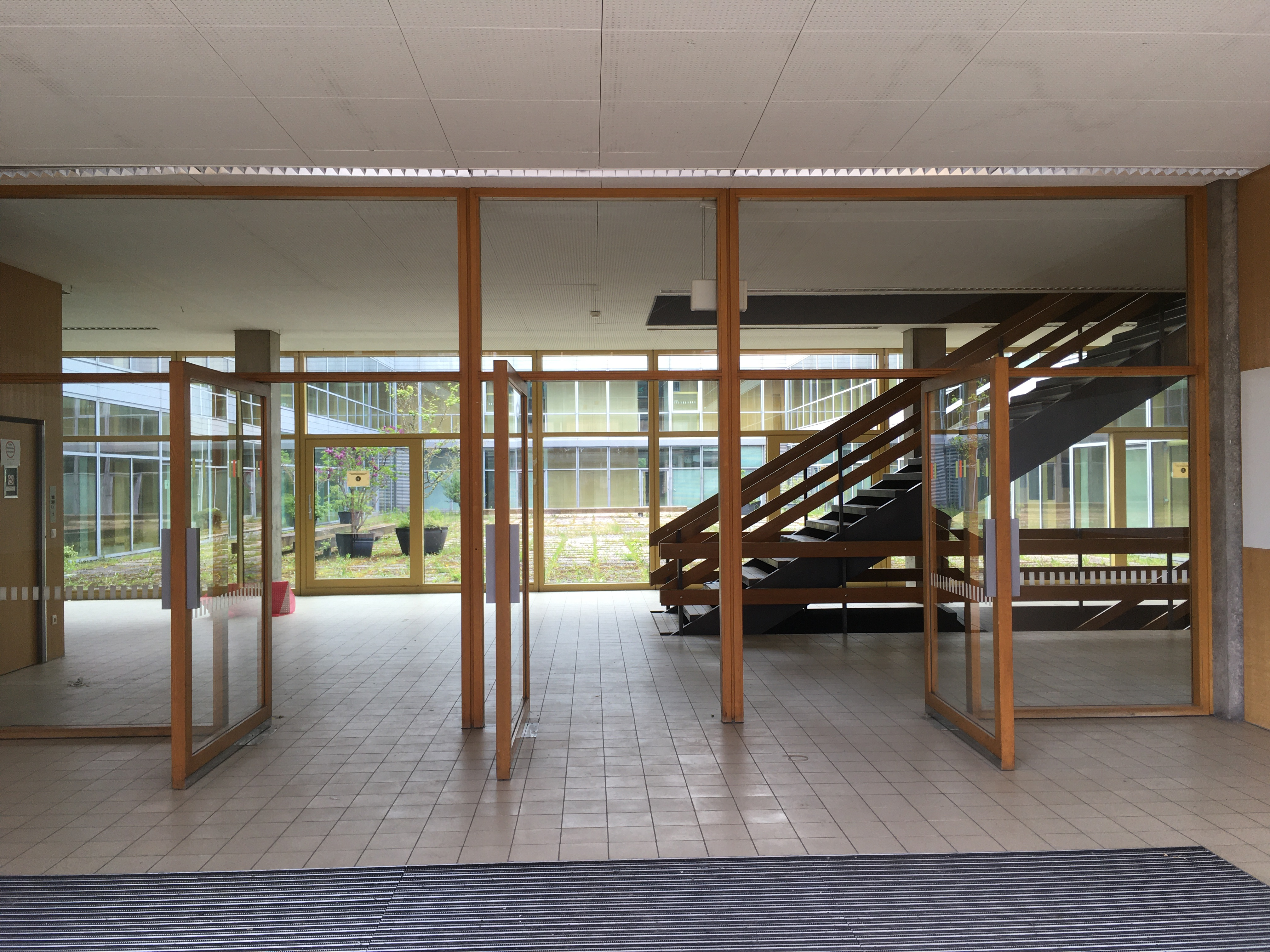
Blick auf den Innenhof
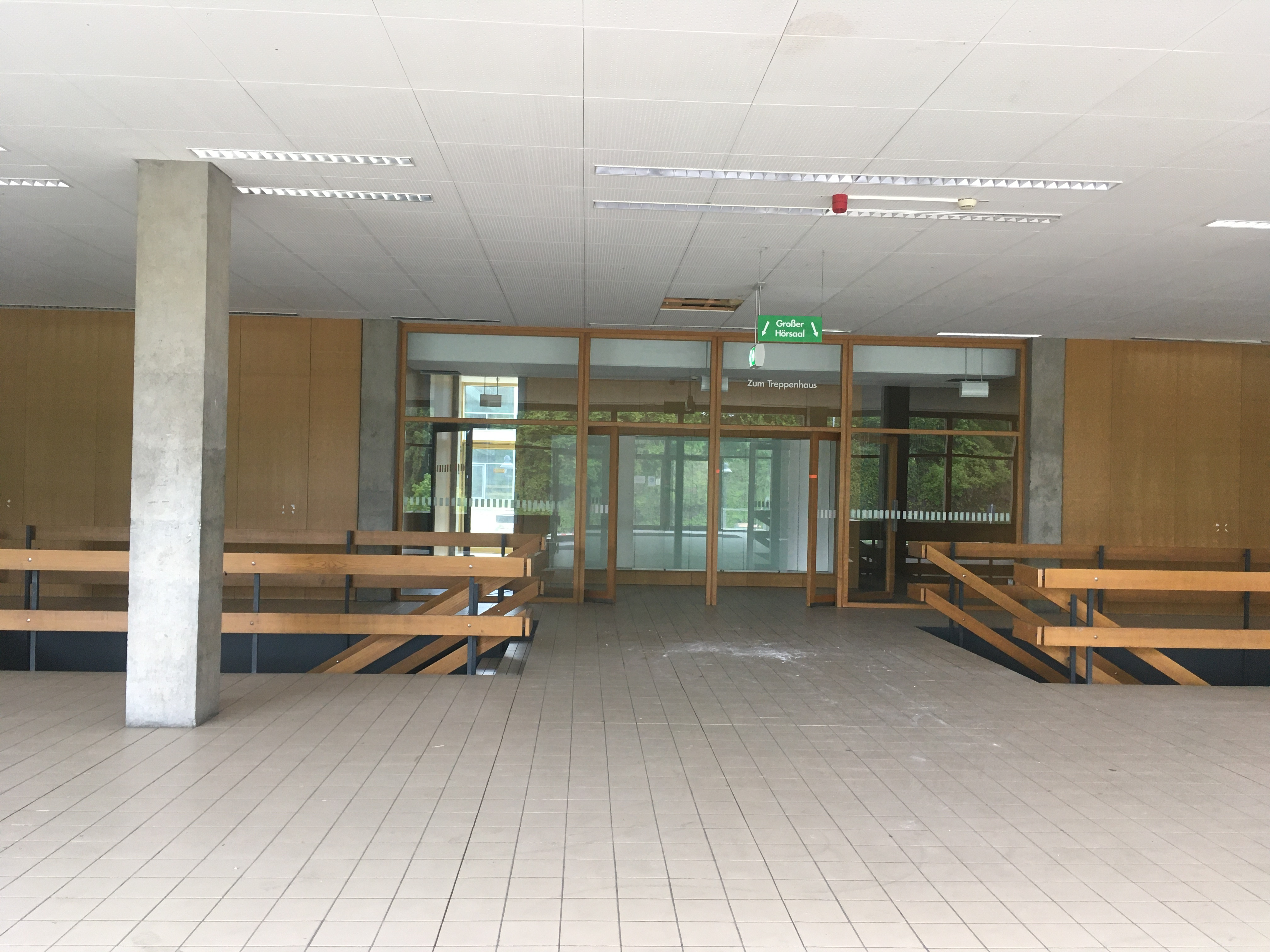
Foyer
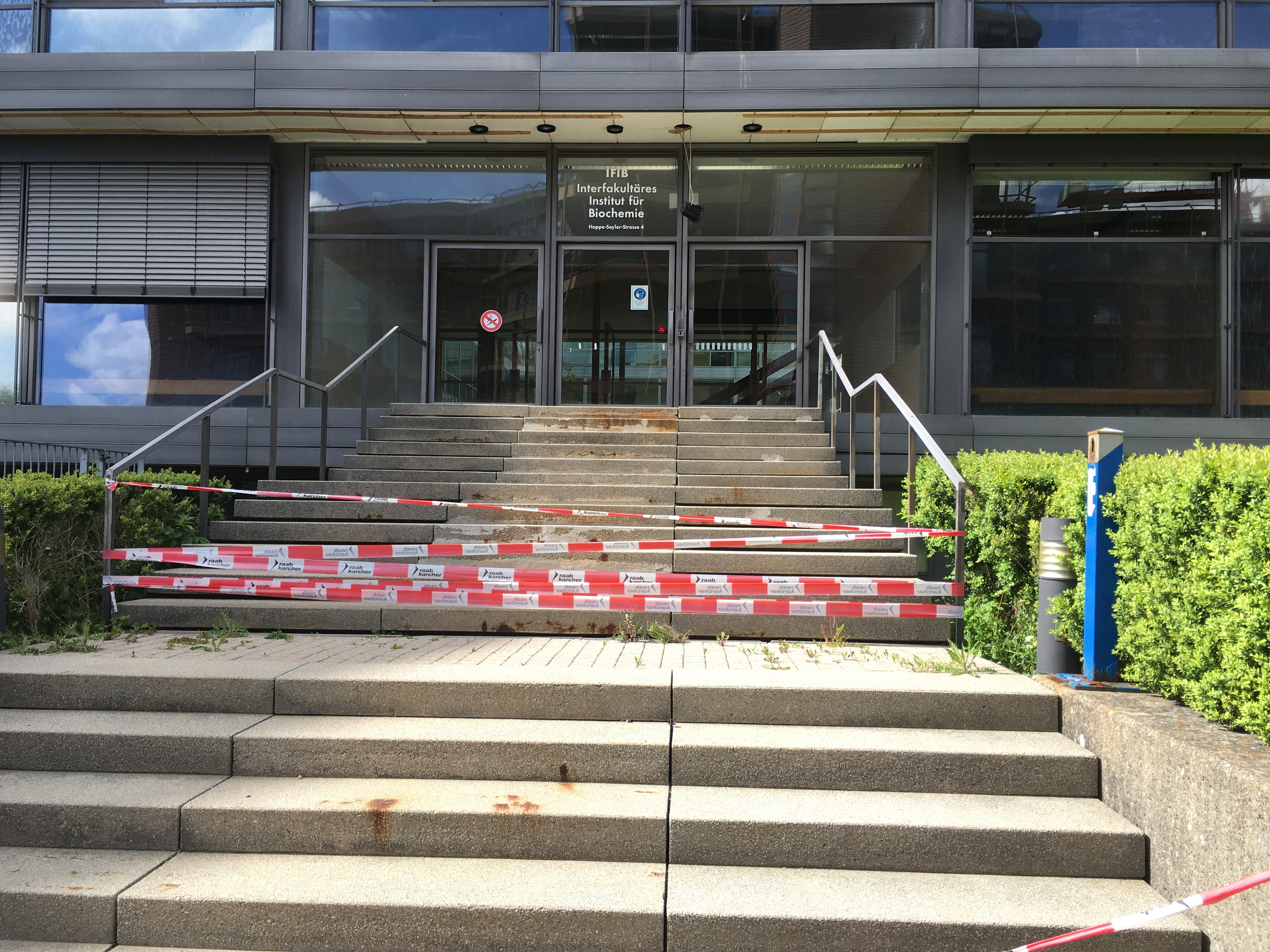
Eingang auf Seite der Kliniken
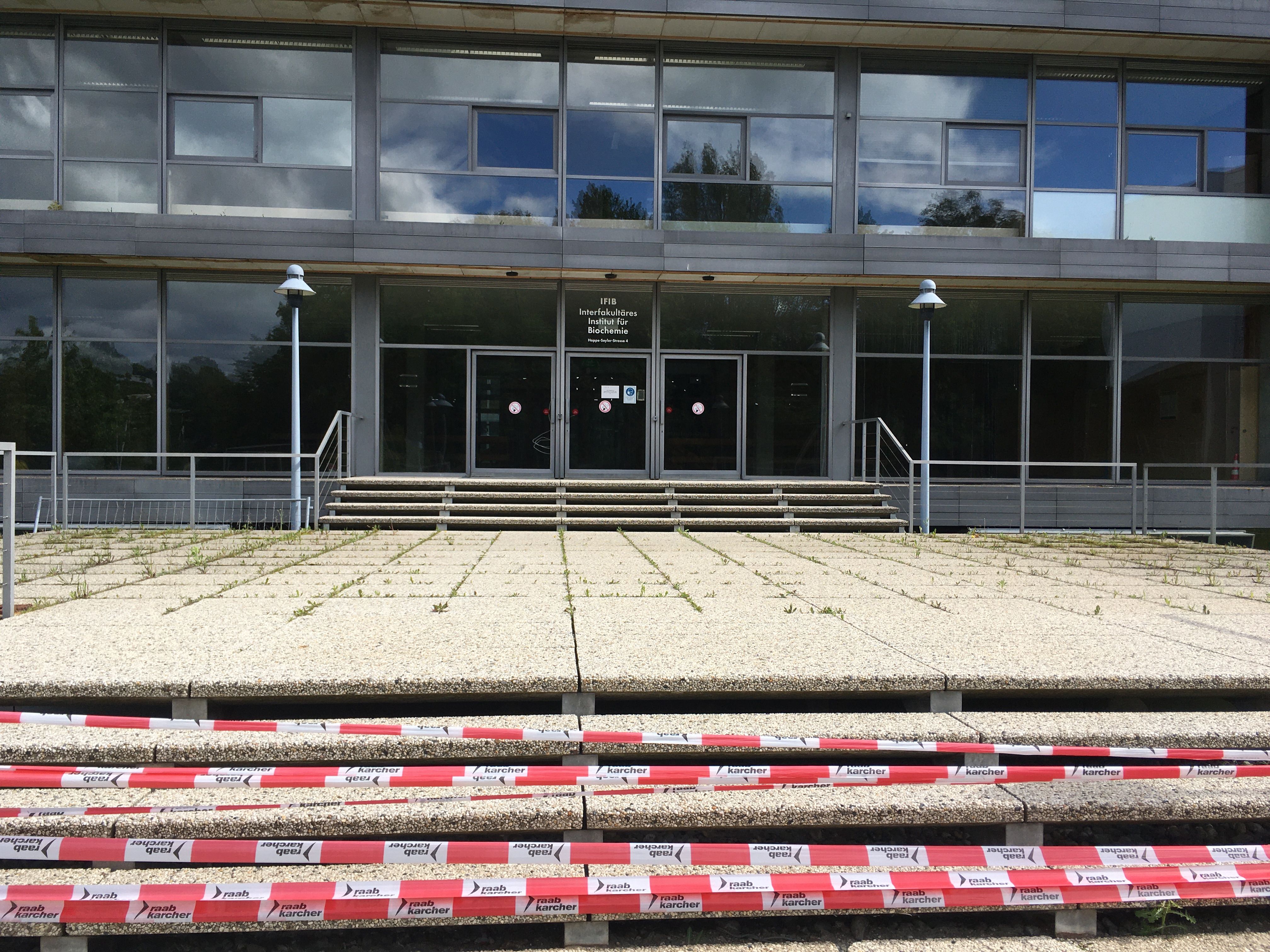
Haupteingang Richtung Morgenstelle
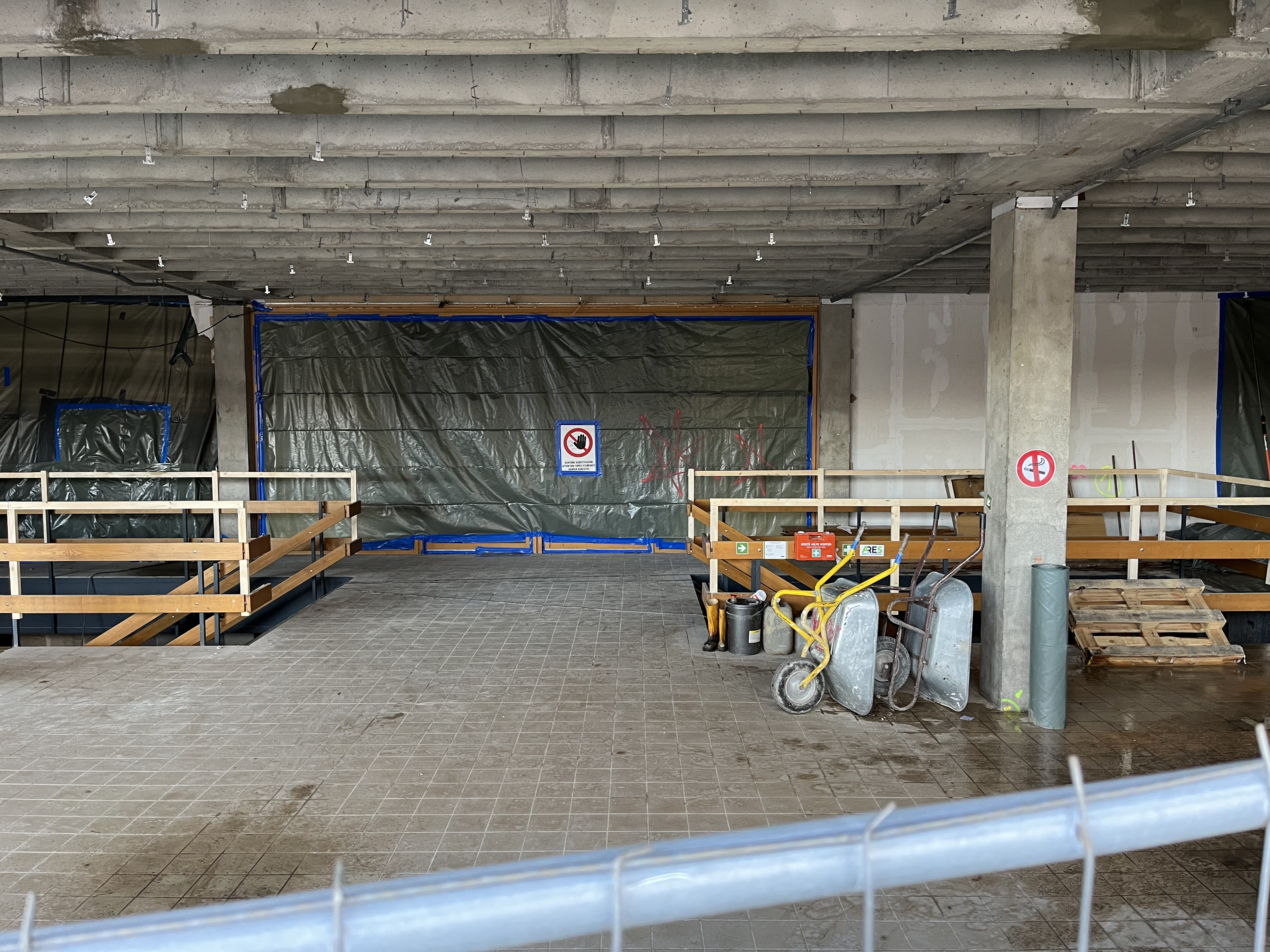
Abrissarbeiten im Innenbereich
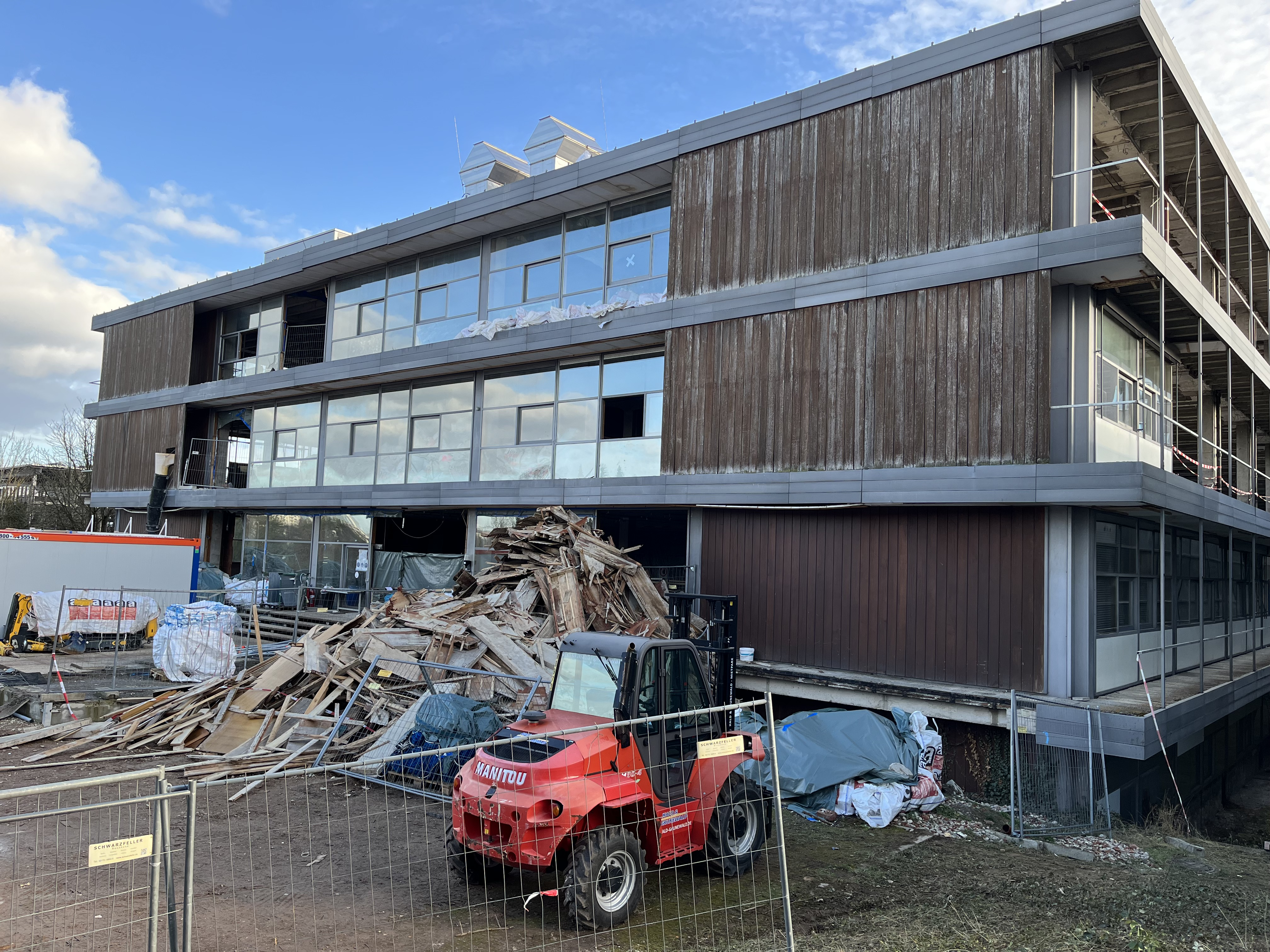
Abrissarbeiten im Außenbereich